# Гейтс, Нелли
Нелли Гейтс (англ. Nellie Gates, девичье индейское имя Два медведя (Two Bears); 1854—1935) — художница из числа коренных американцев племени янктонаи народности сиу; известна своими работами из бисера.
Была одним из самых опытных мастеров по бисероплетению своего времени, создала множество работ в честь значимых событий в истории её семьи.

## Биография
Родилась около 1854 года на традиционной земле янктонаи, которая находилась между реками Миссури и Джеймс на территории нынешних Северной и Южной Дакоты. В племени её называли Mahpiya Bogawin, что означает «Женщина, Собирающая Облака». Она была старшим ребёнком в семье вождя племени — Два Медведя и его четвёртой жены Хонкакагевин (Honkakagewin).
В возрасте семи лет Нелли забрали из семьи и поместили в католическую школу-интернат в Сент-Джозефе, штат Миссури, где она пробыла одиннадцать лет. В школе Нелли научилась свободно говорить на английском и французском языках. В 1863 году, когда девочка находилась в интернате, деревня её семьи подверглась нападению и была разрушена в битве при Уайтстоун-Хилле. Её отец — вождь Два медведя — был одним из тех, кто подписал Договор в форте Ларами (1868) и поселился в резервации Стэндинг-Рок. В 18-летнем возрасте Нелли вернулась к своей семье в Стэндинг-Рок, после чего она говорила исключительно на дакотском языке.

## Творчество

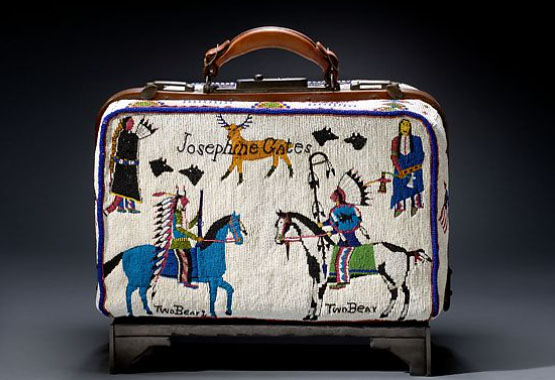
Работа Нелли Гейтс для своей дочери Жозефины

Многие работы художницы в стиле бисероплетения выполнены на чемоданах:
- чемодан (1880—1910) с изображением свадебной сцены был подарком родственнице Гейтс — Иде Клеймор в честь её замужества (находится в Институт искусств Миннеаполиса[англ.])[6];
- чемодан (ок. 1903), созданный в качестве подарка её дочери Жозефине во время её окончания индейской школы Карлайла в Пенсильвании и изображающий вождя Два медведя в битве при Уайтстоун-Хилл в 1863 году, является частью семейной коллекции Хиршфилдов (экспонировался в рамках выставки «Художники Земли и неба» в Метрополитен-музее);
- чемодан из бисера (ок. 1907) с пиктографическими изображениями конных воинов был подарком Нелли Гейтс её зятю Ж. А. Аршамбо в качестве свадебного подарка (выставлялся в Смитсоновском институте, Музее американских индейцев Уилрайт и Музее Эйтельйорг).

Работы Гейтс были представлены на групповой выставке «Сердца нашего народа: местные женщины-художники» (Hearts of our People: Native Women Artists) в Институте искусств Миннеаполиса в 2019 году.
Умерла в 1935 году.

### Семья
В 1878 году Нелли вышла замуж за Фрэнка Гейтса (род. 1853), у них было семеро детей: Фрэнк (род. 1878), Мэри Энн (род. 1884), Молли (род. 1885), Жозефина (род. 1888), Кэтрин (род. 1889), Джон (род. 1891) и Энни (год рождения неизвестен).
В 1946 году её дочь Жозефина Гейтс Келли стала первой женщиной в США, избранной председателем совета племени и являлась председателем племени резервации Стэндинг-Рок с 1946 по 1951 год. Правнучка Нелли Гейтс — писательница Сьюзан Пауэр.